# Lieselotte Klepper-Purjahn
Lieselotte Klepper-Purjahn, geb. Purjahn (* 15. Januar 1910 in Harburg; † nach 1975) war eine deutsche Malerin, Grafikerin und Illustratorin.

## Leben und Werk
Zu Lieselotte (auch Lieselott) Klepper-Purjahn liegen nur wenige biografische Informationen vor. Sie war schon vor 1945 in Berlin als Grafikerin tätig. Den Lebensunterhalt verdiente sie durch die Mitarbeit an Trickfilmen zu technischen Sachverhalten. Das Berliner Adressbuch 1942 weist Lieselotte Purjahn als Grafikerin in der Reichsstraße 20 a aus.
Nach 1945 lernte sie in Ostberlin den kommunistischen Journalisten Dr. Julius Klepper (1897–1960) kennen, den sie heiratete. Beide lebten in Berlin-Friedrichshagen. Sie arbeitete vor allem als Illustratorin für den Altberliner Verlag Lucie Groszer und gehörte dem Verband Bildender Künstler der DDR (VBK) an. Für die Grafik-Solidaritätsaktion „Helft Chile“, die der VBK nach dem Putsch in Chile 1973 durchführte, gestaltete sie die Lithografie Chile, mit der sie sich für die Kinder Chiles einsetzte.

## Fotografische Darstellung Lieselotte Klepper-Purjahns
- Christian Borchert: Die Malerin Lieselott Klepper-Purjahn in ihrer Wohnung (1975)[1]

## Werke (Auswahl)

### Buchillustrationen
- Das Zauberschiffchen. Ein Bilderbuch vom Weben. Altberliner Verlag Lucie Groszer, 1947
- Elisabeth Schwarz: Der verwandelte Baum. Altberliner Verlag Lucie Groszer, 1947
- Wir bauen ein Haus. Altberliner Verlag Lucie Groszer, 1947
- Elisabeth Schwarz: Zauberwelt der Fische. Altberliner Verlag Lucie Groszer, 1950
- Elisabeth Schwarz: Fische hinter Glas. Eine Anleitung für Aquarienfreunde. Altberliner Verlag Lucie Groszer, 1951
- Elisabeth Schwarz: Abenteuer mit Blumen. Altberliner Verlag Lucie Groszer, 1951
- Elisabeth Schwarz: Unter Bäumen. Ein naturkundliches Wanderbuch. Altberliner Verlag Lucie Groszer, 1954
- Elisabeth Schwarz: Auf der Wiese. Altberliner Verlag Lucie Groszer, 1958

### Tafelbilder
- Auf der Straße (vor 1953, Öl, 70 × 50 cm; auf der Wanderausstellung „Berliner Künstler“)
- Anna (1956, Öl, 60 × 80 cm; auf der Ausstellung „Frauenschaffen und Frauengestalten in der bildenden Kunst“)
- Gustl (1957, Öl; auf der Ausstellung „Frauenschaffen und Frauengestalten in der bildenden Kunst“)

- Der Neger ist unser Bruder (1959, Öl, 53 × 73 cm; auf der Ausstellung „Frauenschaffen und Frauengestalten in der bildenden Kunst“)
- Porträtstudie Artur Becker (Öl auf Hartfaser; 90 × 69 cm; Kunstarchiv Beeskow)

### Druckgrafik
- Auf dem Weg zum Kindergarten (Farblithografie, 1962)[2]

## Ausstellungen (mutmaßlich unvollständig)

### Einzelausstellungen
- 1968: Berlin, Freibad Rahnsdorf
- 1984: Berlin, Galerie des Kulturhauses des VEB Werk für Fernsehelektronik (Handzeichnungen)

### Ausstellungsbeteiligungen
- 1952: Bautzen, Görlitz und Zittau (Wanderausstellung „Berliner Künstler“)
- 1957 bis 1989: Berlin, neun Bezirkskunstausstellungen
- 1960: Berlin, Pavillon der Kunst („Frauenschaffen und Frauengestalten in der bildenden Kunst. 50 Jahre Internationaler Frauentag.“)
- 1971: Berlin, Altes Museum („Das Antlitz der Arbeiterklasse in der bildenden Kunst der DDR“)